# Max Scheler
Max Scheler, nemški filozof,  * 22. avgust 1874, München, Nemško cesarstvo, † 18. maj 1928, Frankfurt na Majni, Nemčija.
Bil je eden izmed najbolj vplivnih evropskih filozofov prve polovice 20. stoletja, ki je deloval na področju fenomenologije, etike in filozofske antropologije. Zgledoval se je po mnogih filozofih, največji vpliv nanj pa je imel Edmund Husserl, ki velja za očeta fenomenologije. Za Schelerjevo filozofiranje je značilno predvsem apliciranje Husserlove fenomenološke metode, ki jo je Scheler sicer nadgradil, na etično, sociološko in antropološko proučevanje, poudarjal je predvsem metafizične razsežnosti bivanja. Schelerja so filozofi njegovega časa spoštovali in ga po njegovi smrti imenoval za ’najmočnejšo filozofsko silo sodobne Nemčije’. Umrl je leta 1928 v Frankfurtu na Majni.

## Življenjepis
Max Scheler se je rodil 22. avgusta 1874 v Münchnu, kamor so se njegovi starši preselili nekaj let pred njegovim rojstvom. Mati je bila judovskega izvora, tudi Judinja po veroizpovedi, oče pa je v judovstvo iz protestantizma prestopil kmalu po poroki, zato je bil Scheler deležen judovske vzgoje. 
Leta 1894 je pričel s študijem v Münchnu, kjer je študiral filozofijo in psihologijo, leta 1895 pa je študiral medicino v Berlinu. Udeleževal se je predavanj priznanih profesorjev, kot sta na primer Wilhelm Dilthey in Georg Simmel. Iz Berlina se je nato leta 1897 preselil v Jeno, kjer je opravil disertacijo, leta pa 1899 pa še habilitacijo pod mentorstvom idealističnega filozofa Rudolfa Euckena; slednji ga je tudi pripeljal na področje razmišljanja o človeku in duhu. Istega leta je prestopil v katoliško vero in se poročil s sedem let starejšo ženo Amelie von Dewitz-Kerbs. 
1901 je v Hallerju spoznal Edmunda Husserla. Husserl je na nek način določil Schelerjevo filozofsko naravnanost, saj je z njim delil soroden pogled na možnost duhovnega zorenja bistev. 
Leta 1906 se je vrnil v rojstni München in postal privatni docent. Predaval je večinoma o zgodovini filozofije in o etiki, sodeloval pa tudi v münchenskem fenomenološkem krožku, kjer se je močno trudil za združitev fenomenologije in katolicizma. 
V letu 1910 je zaradi domnevnega razmerja s študentko izgubil venia legendi, zato se je odpravil v Göttingen, kjer se je takoj priključil tamkajšnjemu fenomenološkemu krožku, katerega najbolj prepoznani člani so bili: Edmund Husserl, Roman Ingarden, Alexandre Koyré, Edith Stein, … Načeloma je deloval kot privatni učitelj. 
Od Amelie von Dewitz-Kerbs se ločil leta 1912, nekaj mesecev kasneje pa se je poročil z Märit Furtwängler. Istega leta se je preselil v Berlin. 
V letu 1913 je začel izhajati Letopis za filozofijo in fenomenološko raziskovanje. Pri tem so s Schelerjem  sodelovali Edmund Husserl, Morit Geiger, Alexander Pfänder in Adolf Reinach. V prvi številki Letopisa je izšel prvi del Schelerjeve fenomenološke raziskave z naslovom Formalizem v etiki in materialna vrednostna etika. Drugi del te raziskave je izšel leta 1916.
Med prvo svetovno vojno se je še dodatno okrepil njegov katoliški aktivizem, začel pa je zagovarjati tudi socializem. 
Leta 1918 je bil izvoljen za položaj direktorja na Inštitutu za socialne znanosti v Kölnu, leto pozneje pa je bil izvoljen za profesorja filozofije in sociologije. Takrat se je začelo najintenzivnejše obdobje Schelerjevega filozofskega dela, vendar mu počasi začne pešati zdravje.
Leta 1923 se je ponovno ločil, v letu 1924 pa se je poročil z Mario Scheu, ki je kmalu postala tudi izdajateljica njegovih Zbranih del. 
Scheler je kasneje popustil v svoji katoliški veri in se je oprijel panteističnega nauka o ’postajajočem bogu’. 
Sredi dvajesetih let devetnajstega stoletja je bil za Schelerja zelo pomemben njegov stik s Heideggrom, ki je Schelerja uvrščal med najprodornejše nemške filozofe tistega časa, čeprav je na drugi strani močno kritiziral Schelerjev poskus preseganja Kantovega etičnega formalizma in njegov poskus utemeljitve filozofije z vidika antropologije. Prav zaradi tega je bila polemika glede možnosti utemeljitve filozofije med tremi glavnimi predstavniki fenomenološkega gibanja v Nemčiji, torej Schelerjem, Husserlom in Heideggom, zelo intenzivna vse to Schelerjeve nenadne smrti leta 1928.
Umrl je 19. maja 1928 v Frankfurtu na Majni.

## Zgodovinski okvir
Leta 1871 je nastalo Nemško cesarstvo. Industrija je bila močna, Krupp je v tem obdobju v lasti imel največje tovarne, država je bila gospodarsko stabilna. Po letu 1890 po odstopu Otta von Bismarcka se je začelo osvajanje kolonij. Nemški imperij je širil svoj vpliv v Avstro-ogrski in v Turškem cesarstvu, kolonije pa so ustanavljali v Tihem oceanu, Afriki in Aziji.

## O Schelerjevi filozofiji
Poglavitni Schelerjev prispevek k fenomenološkemu raziskovanju je njegova materialna etična teorija, kjer je želel prekositi zasnovanost Kantove etike na podlagi fenomenološke analize vrednot. Scheler je tu odprl vprašanje subjekta kot nosilca dejanj – na strani dejanj zato dobimo osebo, svet pa na strani predmetov. Scheler je s tem novim konceptom želel prevladati idealizem čistega jaza. Tudi pojmovanje osebe je Scheler prenesel ne idejo boga, ki v njegovi teoriji ostaja temelj vse biti.
Za Schelerjevo filozofijo je nedvomno pomembna tudi religioznost. Njegovo nagnjenje k filozofski antropologiji se nemalokrat povezuje z njegovim prehodom iz teističnega v panteistično versko prepričanje. 
Scheler je človeka dojemal v smislu telo-duša-duh – torej tradicionalno metafizično, podal pa je novo interpretacijo tega dojemanja in človeka opisal kot dvojno centrirano bitje; vitalno nagonsko in duhovno-osebno. Sprejemal je tudi sublimacijo nagonov. Dejal je, da izvorna moč torej ni duh, temveč so izvorna moč nagoni. Duh je lahko močan šele po tem, ko si podreja in usmerja nagonsko vedenje. 
Sodobna etika in filozofska antropologija ne moreta mimo temeljnih Schelerjevih ugotovitev, ki so metafizično zasnovane.

### Ljubezen in odnos do fenomenologije
Ko so uredniki revije Geisteswissenschaften povabili Schelerja (leta 1913), da bi pisal o takrat razvijajoči se filozofski metodi fenomenologije, je imel Scheler pomisleke glede dane naloge, saj bi lahko le poročal o svojem lastnem pogledu na fenomenologijo in ni obstajala »fenomenološka šola« definirana s strani splošno sprejetih tez. Obstajal je le krog filozofov, ki jih je združeval običajen položaj in odnos do filozofskih problemov. Scheler se ni strinjal z Husserlom, da je fenomenologija metoda v strogem smislu, ampak bolj stališče duhovnega videnja, nekaj, kar sicer ostane skrito. 
To, kar je predstavljeno v fenomenologiji, razumemo le, če vidimo in občutimo neko dejanje sami. Bistva niso nikoli podana zunanjemu opazovalcu brez direktnega stika z objektom samim. Fenomenologija je spopad fenomenov, ni metodični postopek opazovanja v smislu, da je objekt stacionaren.  Torej je to specifično stališče (Geisteshaltung oziroma 'narava duha) filozofa ključno za razkritje oz. videnje fenomenoloških dejstev. Stališče je v osnovi moralno, kjer je moč filozofskega vprašanja odvisna od osnove v ljubezni. Scheler opisuje bistvo filozofskega mišljenja kot s strani ljubezni določen premik najbolj osebnega 'sebe' kot določenega bitja proti prisostvovanju v bistveni resničnosti vseh možnosti. 
Scheler je prišel do novih odkritij v več področjih filozofije. Uveljavil se je kot eden najbolj kreativnih zgodnjih fenomenologov. Zanimanje za njegova dela in misli, pa je zaradi njegovih sodobnih del, zbledelo, delno zaradi zatiranja Schlerjevih del s strani nacistov od leta 1933 do 1945. Vseeno pa so njegova dela preživela in so še kar naprej prevajana ter brana po celem svetu, tako njegova dela pripomorejo k dokazilom kreativnosti in globine njegovih misli.

### Vrednota personalizma
Njegovo najbolj vplivno delo Formalizem v etiki in neformalna etika vrednot, je izšlo 1916. Scheler vztraja, da je etično nujno podano kot nekaj, kar nekdo obvezno mora narediti, hkrati pa je tudi kaj 'jaz' in s tem ne kdorkoli, moram narediti. Scheler trdi, da se material oz. neformalnost vnaprej povzdigne z izkušnjami, še posebej z izkušnjami o vrednotah. Vse izkušnje so že skrite vrednote. Objekt dojemanja kot na primer hrast ni le zelen in velik, ampak je tudi prelep in veličasten. Objekti izkušenj so nosilci vrednosti. Zgodovinski artefakti nosijo kulturno vrednost, verske ikone nosijo vrednoto 'svetosti'.

### Socialistična in politična teorija
Schellerjeva socialna in politična teorija dozori v okviru intelektualnega ozadja socioloških in političnih debat v zgodnjem 20. Stoletju. Kontekst Schellerjeve misli je nastanek sociologije kot znanosti, s tem Scheller želi postaviti samega sebe v središče kritike znanosti med glavnimi filozofi in družboslovci takratnega časa, kot so na primer Max Weber, Emile Durkheim, Wilhelm Dilthey, Oswald Spengler, Herbert Spencer… Schelerjeva sociološko-politična misel je prišla na dan znotraj kulturne krize, ki je znotraj Nemčije sledila prvi svetovni vojni.
V svojih zgodnejših delih Scheller zastopa krščansko stran politične levice . Takratno glavno vprašanje za Schellerja v Nemčiji je bilo, če ali obstaja alternativa liberalizmu, ali pa če je socializem sploh mogoč. Scheller trdi, da je krščanska demokracija najboljša možna alternativa. Kasneje v njegovih delih ta zagnanost za krščansko vero v politiki zbledi, a Scheller dokončno nikoli ne pozabi ideje o solidarnosti kot osnova za boljšo in mirnejšo prihodnost, prihodnost, kjer ljudje kolektivno in s solidarnostjo spremenijo svet, na katerem živimo.

## Vpliv na Schelerjevo delovanje
Nanj je zelo veliko vplival Edmund Husserl. Husserlova fenomenologija je Schelerju nedvomno pomagala premagati določene omejenosti novokantovske orientacije v filozofiji s fenomenološko metodo. Scheler jo to metodo že od samega začetka želel nadgraditi v smeri refleksije in razlikovanja med duhovnim in nagonskim.
Na podlagi Husserlove fenomenološke teorije je teorijo intencionalnosti kritično preoblikoval v teorijo realnosti. 
Nanj so vplivali tudi filozofi, s katerimi je sodeloval na raznih krožkih, npr.: Roman Ingarden, Alexandre Koyré, Edith Stein, Morit Geiger, Alexander Pfänder in Adolf Reinach.

## Scheler v slovenskem jeziku in na Slovenskem
Prvi slovenski prevodi Schelerjevih del prihajajo zelo pozno, čeprav je bilo zanimanje zanj na slovenskem zelo veliko že po prvi svetovni vojni. Na Schelerjevo filozofijo so se pogosto opirali Slovenci kot na primer Karel Ozvald in France Veber. Naklonjenost Schelerjevu mišljenju je predvsem Veber velikokrat izkazal v svojih delih.

## Povezave
1.      Project Gutenberg: http://www.gutenberg.org/ebooks/author/6583
2.      Max Scheler. [internet]. [citirano 28. 11. 2016]. Dostopno na naslovu: http://cobiss4.izum.si/scripts/cobiss?id=2022169968829164
3.      Max Scheler. [internet]. [citirano 28. 11. 2016]. Dostopno na naslovu: http://nasepblog.ophen.org/2016/05/30/cfp/
4.      Max Scheler. [internet]. [citirano 28. 11. 2016]. Dostopno na naslovu: http://plato.stanford.edu/entries/scheler/